# Poniżyszki
Poniżyszki (lit. Panižiškė) – wieś na Litwie, w okręgu uciańskim, w rejonie ignalińskim, w gminie Ignalino.

## Historia
W czasach zaborów wieś włościańska w gminie Daugieliszki, w powiecie święciańskim, w guberni wileńskiej Imperium Rosyjskiego. W 1866 roku miała 48 mieszkańców w 6 domach, należała do dóbr skarbowych Daugieliszki. W 1905 roku liczyła 51 mieszkańców, 97 dziesięcin.
W dwudziestoleciu międzywojennym wieś leżała w Polsce, w województwie wileńskim, w powiecie święciańskim, w gminie Daugieliszki.
W 1931 w 6 domach zamieszkiwało 47 osób.
Urodził się tutaj litewski dziennikarz i polityk Česlovas Juršėnas.